# Corrado Böhm
Corrado Böhm (Milano, 17 gennaio 1923 – Roma, 23 ottobre 2017) è stato un matematico e informatico italiano, professore emerito dell'Università "La Sapienza" di Roma.

## Biografia
Studente di ingegneria, nel 1942 lascia l'Italia per la Svizzera e continua gli studi presso l'École Polytechnique Fédérale di Losanna, dove nel 1946 ottiene il diploma di ingegnere elettronico. Finita la guerra, ritorna in Italia nel 1951. Nel 1954 ottiene il dottorato in matematica presso la Scuola politecnica federale di Zurigo (ETH), con una tesi nella quale viene definito un linguaggio di programmazione e viene proposto per la prima volta un compilatore scritto nello stesso linguaggio da tradurre (nel seguito programmi di questo tipo saranno chiamati compilatori metacircolari).
Dal 1953 al 1968 è ricercatore a Roma presso l'Istituto per le Applicazioni del Calcolo "Mauro Picone" del CNR, dove effettua ricerche sulla Macchina di Turing e sui linguaggi di programmazione, lavorando soprattutto con Giuseppe Jacopini. Dal 1959 al 1969 insegna presso l'Università di Pisa e l'Università di Roma. Dal 1970 è professore dell'Università di Torino ove organizzò l'istituto di Scienze dell'Informazione, secondo in Italia dopo quello di Pisa. Dal 1974 è professore all'Università "La Sapienza" di Roma.
I suoi studi sulla macchina di Turing e l'architettura di von Neumann portano nel 1966 all'enunciazione, in collaborazione con Giuseppe Jacopini, di un teorema di grande interesse scientifico, il Teorema di Böhm-Jacopini.
La sua ricerca seguente si è concentrata soprattutto sul Lambda calcolo e la logica combinatoria. Dei suoi numerosi contributi in questo campo, il più noto è il cosiddetto Teorema di separazione, o Teorema di Böhm, rilevante per la semantica dei linguaggi di programmazione. 
L'idea di un linguaggio che includesse i combinatori di Curry e il calcolo lambda di Church fu presentata per la prima volta nell'articolo di Böhm e Gross "Introduction to the CuCh" nel 1966 (precedentemente in un articolo del 1964), e un algoritmo che permette la riduzione di qualsiasi termine CuCh a una forma normale è presente in un articolo con Mariangiola Dezani "The CuCh machine: The automatic treatment of bound variables" del 1972. la CuCh machine è uno degli esempi più significativi di implementazioni concrete del lambda calcolo e delle macchine di riduzione combinatoria, che ha dimostrato potenzialità in diversi ambiti teorici ed applicativi. 
Nel 1994 gli viene conferita la laurea honoris causa dall'Università degli Studi di Milano.

## Pubblicazioni principali
- Calculatrices digitales. Du déchiffrage des formules mathématiques par la machine même dans la conception du programme, Annali di Mat. pura e applicata, serie IV, tomo XXXVII, 1-51, 1954.
- On a family of Turing machines and the related programming language, ICC Bull., 3, 185-194, July 1964.
- con Giuseppe Jacopini, Flow diagrams, Turing Machines and Languages with only Two Formation Rules, Comm. of the ACM, 9(5): 366-371,1966.
- Alcune proprietà delle forme β-η-normali nel λ-K-calcolo, Pubbl. INAC, n. 696, Roma, 1968.
- con Alessandro Berarducci, Automatic Synthesis of typed Lambda-programs on Term Algebras, Theoretical Computer Science, 39: 135-154, 1985.
- Functional Programming and Combinatory algebras, MFCS, Carlsbad, Czecoslovakia, eds M.P. Chytil, L. Janiga and V. Koubek, LNCS 324, 14-26, 1988.
- con Mariangiola Dezani Ciancaglini, The CuCh machine: The automatic treatment of bound variables in IJCIS (June 1972)